# Porsche Cayenne
El Porsche Cayenne es un automóvil todoterreno de lujo del segmento E producido por el fabricante de automóviles alemán Porsche. Es el primer modelo de Porsche que no es un automóvil deportivo, aunque sus prestaciones son equivalentes a las de otros modelos de la marca, destacable su personalidad deportiva, a pesar de viajes en carreteras de montaña. El Cayenne fue reestilizado en 2006, al modificarse parcialmente la estética y la mecánica. Y se lanzó la segunda generación en 2010. En 2017 se lanza la tercera generación, en versión normal y versión S.
El Cayenne recibió en 2010 una versión híbrida y un motor 3.0 TDI que llevan los actuales Audi Q7 y Volkswagen Touareg. El motor 3.0 TDI del Cayenne se comercializa con una potencia de 240 CV.
Los nuevos modelos se han prohibido en países como Suiza por incumplir con las exigencias en lo que a emisiones contaminantes se refiere.
Sus competidores son: el Audi Q7, BMW X6, BMW X5, Range Rover Sport, Maserati Levante, Mercedes-Benz Clase GLE y el Lexus RX.

## Mecánica
El Cayenne se ofrece con siete versiones: Cayenne, Cayenne Diésel, Cayenne S, Cayenne S Diésel, Cayenne S Hybrid, Cayenne GTS, Cayenne Turbo y Cayenne Turbo S correspondientes a cinco motores de gasolina distintos y dos de gasoil. El Cayenne a secas incorporaba originalmente un motor V6 de 3,2 litros de cilindrada y 250 CV de potencia máxima, que luego fue modificado hasta los 3,6 litros y 290 CV. El Cayenne S fue inicialmente un V8 aspirado de 4,5 litros y una potencia de 340 CV, luego llevado a 4,8 litros y 385 CV. El Cayenne Turbo tiene una versión del V8 con turbocompresor y 500 Caballos.
Los atmosféricos nuevos, mediante un sistema de inyección directa de combustible (por primera vez en un Porsche) y el sistema de manejo de válvulas VarioCamPlus, redujeron su consumo de combustible entre un 8 y 15% y el nivel de emisiones contaminantes al mismo tiempo.
La arquitectura del motor turbo permite que consiga el 90% del par (el máximo es de 700 N·m) entre las 2100 y las 5000 rpm. Su caja de cambios tiene unas marchas finales largas para favorecer su uso en autopista; en sexta marcha circula a 180 km/h a 4000 rpm.

## Tecnología
El sistema "Porsche Active Suspension Management" modifica la dureza, el recorrido y la altura al piso de la suspensión, con tres posiciones: normal, deportiva y todo terreno. Este sistema funciona automáticamente, haciendo que el chasis cambie de altura según la velocidad del vehículo.
El control dinámico de chasis PDCC (Porsche Dynamic Chasis Control) manipula los vaivenes laterales de la estructura mediante dos barras estabilizadoras regidas por sendos motores hidráulicos. El tránsito por un curvón rápido se ve beneficiado porque se endurece la trasera y, todo lo contrario, pone más firme la delantera cuando el volante recibe un movimiento rápido, como cambiar de carril para superara a otro vehículo.
El Cayenne no rola, es decir, se mantiene paralelo al suelo si la fuerza G esgrimida en el chasis es de 0,65.
El control de tracción inteligente PTM (Porsche Traction Management), que parte de una distribución de la potencia de 38% en el tren delantero y 62% en el trasero, tiene la capacidad de ir variando la entrega de torque de acuerdo con el que el eje necesita para traccionar.
El PTM es capaz de dirigir el 100% del torque y la potencia a cualquiera de los trenes rodantes. También se hace de sensores para medir la velocidad del vehículo, la aceleración lateral, el ángulo de la dirección y la posición del acelerador. Con toda esta información en la mano, la computadora conoce perfectamente qué está haciendo el auto en todo momento. El PTM también interactúa con el control de estabilidad PSM (Porsche Stability Management), que cuenta con asistencia de frenado. El PSM solo interviene si el vehículo alcanza límites físicos importantes.
El sistema antibloqueo de frenos del Cayenne cambia su respuesta en superficies irregulares. Lo mismo que tomar con sumo cuidado una pendiente muy pronunciada. En subidas pronunciadas, el vehículo queda quieto al soltar el acelerador, y en bajada la velocidad se mantiene reducida.
Otras elementos de equipamiento del Cayenne son seis airbags (dos frontales, de laterales y dos cortina), luces de bi-xenón dinámicas para las curvas, sensores de vuelco para disparar cortinas y tensionar cinturones y el opcional de ruedas de 21 pulgadas con diez rayos. También trae navegador satelital y cámara trasera para estacionamiento. La caja de cambios semiáutomática Tiptronic se maneja mediante levas en el volante, que se accionan con los pulgares.

## Reestilización
Las modificaciones en el diseño del frontal y los arcos de los pasarruedas delanteros mejoraron la aerodinámica; el coeficiente aerodinámico es de 0,35 para las cinco versiones del Cayenne. El Turbo se distingue de los aspirados por tener una boca más grande para mejorar la respiración del motor.

## Ficha técnica
| Ficha Técnica            | Cayenne                                                        | Cayenne Diésel                                                 | Cayenne S                                                      | Cayenne S E-hybrid                                             | Cayenne GTS                                                    | Cayenne Turbo                                                  | Cayenne Turbo S                                                |
| ------------------------ | -------------------------------------------------------------- | -------------------------------------------------------------- | -------------------------------------------------------------- | -------------------------------------------------------------- | -------------------------------------------------------------- | -------------------------------------------------------------- | -------------------------------------------------------------- |
| Motor                    | V6                                                             | V6                                                             | V8                                                             | V6                                                             | V6                                                             | V8                                                             | V8                                                             |
| Cilindrada               | 3598 cm³                                                       | 2967 cm³                                                       | 4806 cm³                                                       | 2995 cm³                                                       | 3604 cm³                                                       | 4806 cm³                                                       | 4806 cm³                                                       |
| Alimentación             | Inyección directa                                              | Inyección directa, Common-rail, VTG, Intercooler               | Inyección directa                                              | Inyección directa                                              | Inyección directa                                              | Inyección directa, Turbo compresor, Intercooler                | Inyección directa, Turbo compresor, Intercooler                |
| Distribución             | Doble árbol de levas en cada culata, 4 válvulas por cilindro   | Doble árbol de levas en cada culata, 4 válvulas por cilindro   | Doble árbol de levas en cada culata, 4 válvulas por cilindro   | Doble árbol de levas en cada culata, 4 válvulas por cilindro   | Doble árbol de levas en cada culata, 4 válvulas por cilindro   | Cuatro árboles en cada culata, 4 válvulas por cilindro         | Cuatro árboles en cada culata, 4 válvulas por cilindro         |
| Potencia máxima          | 300 CV a 6200 rpm                                              | 262 CV a 4000 rpm                                              | 420 CV a 6200 rpm                                              | 416 CV a 5500 rpm                                              | 440 CV a 6200 rpm                                              | 520 CV a 6000 rpm                                              | 570 CV a 6000 rpm                                              |
| Par máximo               | 400 N·m (295 lb/ft) a 3000 rpm                                 | 580 N·m (427 lb/ft) a 2500 rpm                                 | 550 N·m (405 lb/ft) a 4500 rpm                                 | 590 N·m (435 lb/ft) a 4000 rpm                                 | 550 N·m (405 lb/ft) a 4500 rpm                                 | 750 N·m (553 lb/ft) a 4000 rpm                                 | 800 N·m (590 lb/ft) a 4000 rpm                                 |
| Transmisión              | Tiptronic S, ambas de seis marchas más reversa                 | Tiptronic S, ambas de seis marchas más reversa                 | Tiptronic S, ambas de seis marchas más reversa                 | Tiptronic S, ambas de seis marchas más reversa                 | Tiptronic S, ambas de seis marchas más reversa                 | Tiptronic S, de ocho marchas más reversa                       | Tiptronic S, de ocho marchas más reversa                       |
| Tracción                 | Integral con distribución variable, control de estabilidad PSM | Integral con distribución variable, control de estabilidad PSM | Integral con distribución variable, control de estabilidad PSM | Integral con distribución variable, control de estabilidad PSM | Integral con distribución variable, control de estabilidad PSM | Integral con distribución variable, control de estabilidad PSM | Integral con distribución variable, control de estabilidad PSM |
| Aceleración 0 - 100 km/h | 7,7 s                                                          | 7,3 s                                                          | 5,5 s                                                          | 5,9 s                                                          | 5,2 s                                                          | 4,5 s                                                          | 4,1 s                                                          |
| Velocidad Máxima         | 230 km/h                                                       | 221 km/h                                                       | 259 km/h                                                       | 243 km/h                                                       | 262 km/h                                                       | 279 km/h                                                       | 284 km/h                                                       |

## Híbrida

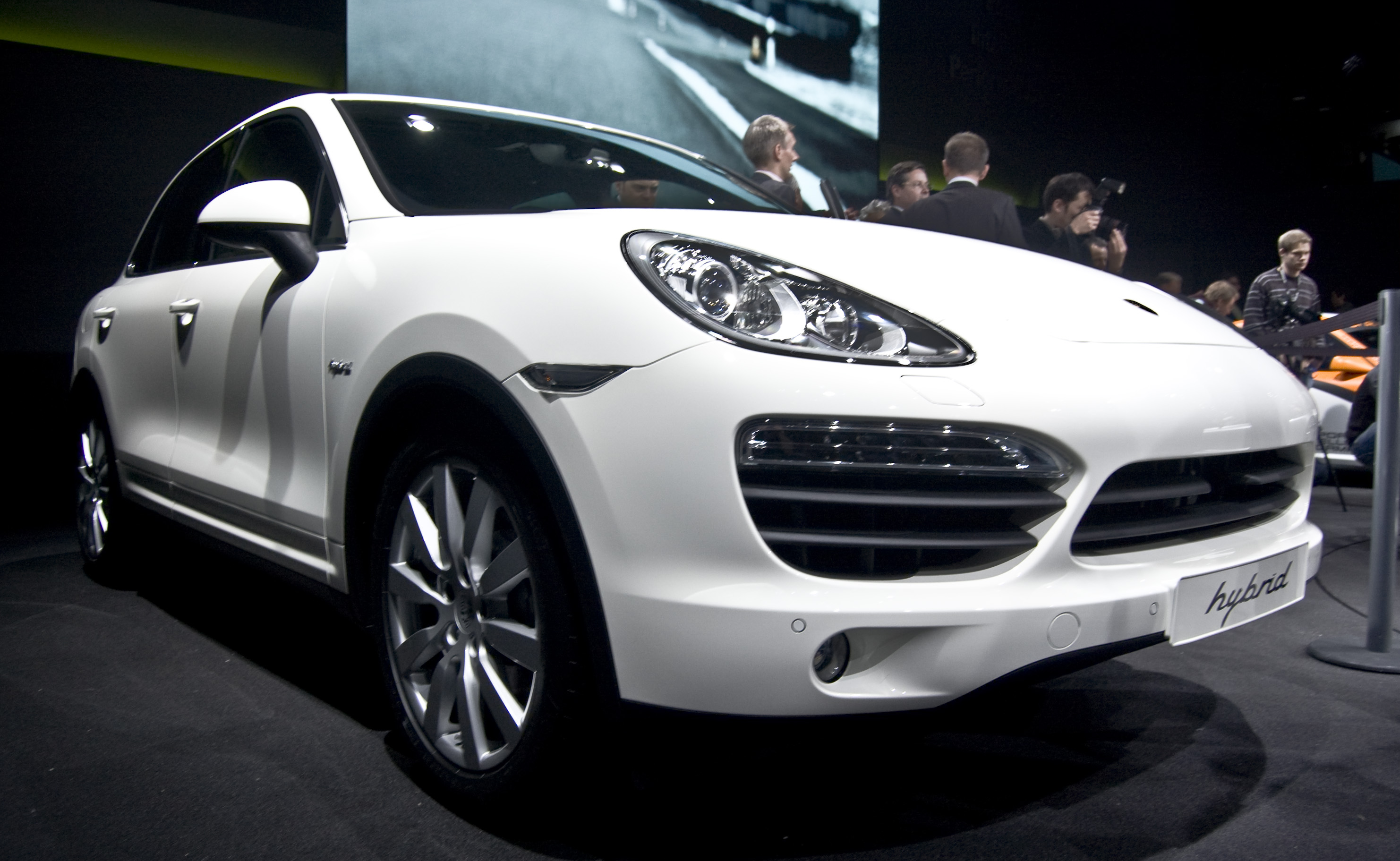
Porsche Cayenne Hybrid 2010

El Porsche Cayenne Hybrid (híbrido) salió a la venta alrededor del mes de mayo como modelo 2011, con un debut oficial en 2010 Motor Show de Ginebra.
Cuenta con un motor V6 de 280 CV y 2995 cm³ de cilindrada. También incluye la tracción Porsche Traction Management (PTM): permanente a las cuatro ruedas con auto-bloqueo diferencial central, aut. diferencial de deslizamiento limitado (ABD) y el control de tracción antideslizante (ASR).
Su velocidad Máxima: 245 km/h